# Jubé de Notre-Dame de Paris
Le jubé de la cathédrale Notre-Dame de Paris est une succession de trois jubés construits puis détruits au fil des siècles.
Un premier jubé est construit vers 1230 (datation stylistique actuelle, qui remplace l'attribution précédente à Pierre de Chelles vers 1296), prolongé au XIVe siècle par la clôture du chœur. Construite successivement par Pierre de Chelles, puis par Jean Ravy, et achevée par son neveu Jehan Le Bouteiller en 1351, la clôture du chœur est la seule section ayant subsisté jusqu'à ce jour. 
Les sculptures en sont saccagées en 1548 et 1550.
Il est détruit par l'architecte Robert de Cotte, à la demande du cardinal de Noailles en 1708, qui le remplace par une décoration réalisée à la demande de Louis XIV pour réaliser le vœu de Louis XIII, et supprimée en 1789.
Il est remplacé par une grille en fer forgé doré à la feuillure d'or.
Plusieurs fragments du jubé médiéval sont mis au jour en 1858 par Viollet-le-Duc, dont deux sont conservés au Louvre. L'un d'eux représente Adam et Eve et la chaudière de l'Enfer.
En 2022, 1035 nouveaux fragments sont découverts sous le dallage actuel de la croisée du transept lors des fouilles effectuées après l'incendie de 2019,. 700 d'entre eux présentent des traces de polychromie et sont en cours de restauration jusqu'en 2025,. Une trentaine de ces fragments polychromes sont présentés pour la première fois au public de novembre 2024 à mars 2025 au musée de Cluny.